# Diocese de Jardim
A Diocese de Jardim (em latim: Dioecesis Viridariensis) é uma circunscrição eclesiástica da Igreja Católica situada em Jardim, no estado brasileiro de Mato Grosso do Sul. Foi erguida pelo Papa João Paulo II em 30 de janeiro de 1981, seguindo o rito romano, e desde então a diocese é sufragânea à Arquidiocese de Campo Grande.
Apoiada pelas comunidades religiosas presentes em Jardim, a diocese possui uma vasta rede de serviços de assistência social e de educação. A Diocese de Jardim tem Nossa Senhora de Fátima como padroeira diocesana.

## História
Até 1957, no então Estado de Mato Grosso, havia uma só Diocese, a de Corumbá. Com a criação do Estado de Mato Grosso do Sul, Campo Grande se torna diocese, sendo fundada no dia 30 de Janeiro de 1981, originária do desmembramento da Diocese de Corumbá.
No dia 29 de setembro de 2013, tomou posse da Diocese de Jardim o atual bispo diocesano Dom João Gilberto de Moura, tendo recebido a sagração episcopal no dia 06 de setembro de 2013. Atualmente a diocese abrange um total de 12 cidades. 

## Bispos
|                 | Nome                        | Período     | Notas                      |
| Bispos          | Bispos                      | Bispos      | Bispos                     |
| --------------- | --------------------------- | ----------- | -------------------------- |
| 4º              | João Gilberto de Moura      | 2013 - 2024 | Nomeado Bispo de Lins      |
| 3º              | Jorge Alves Bezerra, S.S.S. | 2008 - 2012 | Nomeado Bispo de Paracatu  |
| 2º              | Bruno Pedron, S.D.B.        | 1999 - 2007 | Nomeado Bispo de Ji-Paraná |
| 1º              | Onofre Cândido Rosa, S.D.B. | 1981 - 1999 |                            |
| Bispo-coadjutor |                             |             |                            |
|                 | Bruno Pedron, S.D.B.        | 1999        |                            |

## Território
A Diocese de Jardim compreende os doze municípios da região Sudoeste do Estado de Mato Grosso do Sul, Brasil. Seu território é subdividido em treze paróquias e duas foranias, abaixo relacionadas junto ao respectivo município:

### Forania de Jardim
Jardim
- Catedral Nossa Senhora de Fátima
- Paróquia Santo Antônio de Pádua

Bela Vista
- Paróquia Santo Afonso Maria de Ligório

Bonito
- Paróquia São Pedro Apóstolo

Caracol
- Paróquia Nossa Senhora do Perpétuo Socorro

Guia Lopes da Laguna
- Paróquia São José

Nioaque
- Paróquia Santa Rita de Cássia

Porto Murtinho
- Paróquia Sagrado Coração de Jesus

### Forania Pantaneira
Aquidauana
- Paróquia Nossa Senhora da Imaculada Conceição

Anastácio
- Paróquia Nossa Senhora de Lourdes

Bodoquena
- Paróquia Nossa Senhora do Perpétuo Socorro

Dois Irmãos do Buriti
- Paróquia Nossa Senhora do Rosário

Miranda
- Paróquia Nossa Senhora do Carmo

## Estatística
A diocese terminou o ano de 2004 com uma população de 240.000 habitantes católicos.